# 中国人民解放军陆军合成第九十一旅
合成第九十一旅（英語：91st Combined Arms Brigade），又称“济南第二团”，是中国人民解放军陆军第七十三集团军下辖的一个两栖合成旅，驻地福建省厦门市。

## 历史概述
该旅最早编制可追溯至1947年2月成立的国民革命军第十八集团军胶东军区新第六师。
2017年，前摩步九十一师将第二七二团拆分出去，编入与摩步第九十二旅一同整编为中国人民解放军陆军合成第九十旅，余部的二七三团与装甲团（济南第二团）改编为两栖合成第九十一旅，为现有编制。

## 沿革[2]
参考资料：
| 部隊番號                 | 使用時期            |
| ------------------------ | ------------------- |
| 八路军胶东军区新第六师   | 1947年2月-1947年3月 |
| 八路军胶东军区第五师     | 1947年3月-1947年8月 |
| 华东野战军第三十七师     | 1947年8月-1949年2月 |
| 中国人民解放军第九十一师 | 1949年2月-1960年1月 |
| 陆军第九十一师           | 1960年1月-1985年4月 |
| 摩托化步兵第九十一师     | 1985年4月-2017年2月 |
| 合成第九十一旅           | 2017年2月至今       |

## 荣誉
- 济南第二团：前摩步第九十一师第二七一团（华东野战军第十三纵队第三十七师第一〇九团）